# میودراگ یشیچ
میودراگ یشیچ (سیریلیک: Миодраг Јешић) (زادهٔ ۳۰ نوامبر ۱۹۵۸ – درگذشتهٔ ٨ دسامبر ۲۰٢٢) مربی فوتبال و بازیکن سابق فوتبال اهل صربستان بود.

## سوابق
وی در دوران بازیگری‌اش در تیم‌های پارتیزان بلگراد، آلتای و ترابوزان اسپور ترکیه بازی کرد و ۸ مرتبه هم پیراهن تیم ملی یوگسلاوی را برتن کرد.
این مربی هدایت تیم‌هایی از جمله پارتیزان بلگراد، زسکا صوفیه و تیم‌هایی از کشورهای ترکیه، لیبی، رومانی و چین را برعهده داشته‌است. وی در سال ۲۰۰۴ سرمربی تیم پگاه گیلان شد و سال ۲۰۰۷ هم هدایت تیم شیرین فراز کرمانشاه را برعهده گرفت.
وی از اواخر خرداد تا دی ۱۳۹۰ سرمربی باشگاه فوتبال شهرداری تبریز بود.